# Podbereż
Podbereż, Podbereże (ukr. Підбережжя) – wieś na Ukrainie, w  obwodzie iwanofrankiwskim, w rejonie dolińskim.  Podporządkowany radzie miasta Bolechów.